# Danon Rossija
Danon Rossija ist ein Lebensmittelunternehmen das zum Danone-Konzern gehört.
Das Unternehmen wurde im Juli 2023 unter russische Zwangsverwaltung gestellt und erhielt mit Ibrahim Sakrijew einen neuen Geschäftsführer. Sakrijew ist der Neffe von Ramsan Kadyrow, dem Präsidenten der russischen Teilrepublik Tschetschenien. Die Zwangsverwaltung wird von der Staatlich Föderalen Eigentümerverwaltung geleitet.
Danone Rossija wird auch kritisiert, weil es im Jahr 2022 mit einem Umsatz von drei Milliarden US-Dollar den neunten Platz unter den umsatzstärksten westlichen Firmen in Russland belegen ließ.
Das Unternehmen hatte 2015 etwa 10.000 Mitarbeiter. Gegründet wurde Danone Rossija im Jahr 1992. Sitz der Gesellschaft ist Moskau.